# Batalla de Azanulbizar
La batalla de Azanulbizar (2799 T. E.) es una batalla ficticia que pertenece al legendarium creado por el escritor británico J. R. R. Tolkien y que aparece en su novela El Señor de los Anillos. Enfrentó a Orcos y Enanos en el Gran Valle de Azanulbizar, llamado también Nanduhirion en Sindarin o Dimrill Dale en Oestron, situado al este de las Montañas Nubladas, sobre las puertas orientales de Khazad-dûm (Moria), al norte de los bosques de Lothlórien.

## Antecedentes
El rey enano Thrór, en su vejez y desoyendo el consejo de sus allegados, decidió abandonar las estancias de las Colinas de Hierro (donde se había exiliado después de la llegada de Smaug) para volver a ocupar las antiguas mansiones de sus antepasados en Khazad-dûm abandonadas desde hacía siglos. Partió junto al enano Nár y se adentró en las minas encontrando la muerte a manos de los orcos.
Azog, el cabecilla de los orcos, lo decapitó y grabó su nombre a fuego en la cabeza del enano, dándole una bolsa de monedas al sirviente como pago para que contara su hazaña al resto de los enanos. Cuando los enanos supieron de la muerte del antiguo Rey de Erebor, decidieron vengar la afrenta.
El hijo de Thrór, Thráin II convocó el mayor ejército de enanos que se recordara desde los días antiguos, incluyendo enanos que no pertenecían al Pueblo de Durin (Los Barbas de Fuego y Los Nalgudos de las Montañas Azules, y otros del lejano oriente de la Tierra Media). Durante seis años se enfrentaron con ellos expulsándolos de todas las tierras situadas entre las Montañas Nubladas y el Anduin y los lindes occidentales del Bosque Negro, hasta llegar a Khazad-dûm.

## Fuerzas orcas y enanas
El número exacto de Enanos no se especifica, pero se puede estimar entre seis y doce mil Barbiluengos, Nalgudos, Barbas de Fuego, Puños de Hierro, Morenos, Barbatiesas y Pies de Piedra. Esto se basa en la suposición de que las otras casas enanas no enviaron más de unos pocos miles para participar en la guerra, por razones económicas, financieras y de defensa. Los Barbiluengos no pudieron haber reunido una fuerza de combate mayor a 3000 soldados, debido a que tenían una población muy diezmada, además de problemas financieros/económicos
Los orcos vinieron de Moria y por el norte desde el monte Gundabad. Sus números se pueden estimar entre cincuenta y sesenta mil.

## Desarrollo de la batalla
La batalla comenzó en un oscuro día de invierno en el que el Sol, se dice, no brillaba entre las nubes. Los enanos habían marchado hasta el Valle de Azanulbizar, donde dieron con la Puerta Este de Khazad-dûm. Pero allí encontraron unas fuerzas orcas hasta tres veces superiores en número y con superioridad táctica, puesto que los enanos se encontraban en el fondo del valle mientras que los orcos atacaban desde los flancos a un nivel superior.
La vanguardia, liderada por el Rey Thráin, asaltó las laderas solo para ser rechazada con varias bajas. En un bosque cercano, los enanos descubrieron que el hijo menor de Thráin, Frerin, fue asesinado junto con Fundin, padre de Balin, y muchos otros. El propio Thraín fue herido, al igual que su hijo mayor Thorin II Escudo de Roble, cuyo escudo se rompió durante la batalla, lo que lo obligó a recurrir a una rama que cortó de un roble cercano para defenderse.
Pero, al tercer día, la llegada de las tropas de las Colinas de Hierro comandadas por Náin, hijo de Grór, decidieron la suerte de la batalla. Náin y sus enanos llegaron como un viento del norte, insuflando nuevos alientos a las tropas que ya combatían y aniquilando a todos los orcos que se interpusieron en su avance. Los enanos avanzaron con fuerza bajo fuertes gritos: "¡Azog! ¡Azog! ¡Azog!"; hasta que, al final, llegaron a los umbrales de la puerta de Khazad-dûm, donde Naín retó a Azog en combate individual. 
Cuando Azog salió de la puerta interior con sus guardias, Náin estaba agotado y medio ciego de rabia. Se abalanzó contra Azog tan fuerte como pudo, pero este se hizo a un lado y Náin falló el golpe, astillando su arma contra el suelo. El orco le dio una patada en la pierna, haciéndolo tropezar, y entonces, Azog lo empujó e intentó decapitarlo, logrando solo romper el cuello de Náin debido al casco que llevaba. Náin murió instantáneamente.
Azog, después de esto, rio con fuerza, pero la risa se le heló en la garganta al contemplar la total destrucción de sus tropas. Al ver esto, huyó de regreso a la puerta. Allí Dáin, el hijo de Náin, saltó sobre los escalones detrás de él armado con su hacha roja, y allí, frente a las puertas de Moria, decapitó a Azog. Con la muerte de su señor, los orcos sólo pudieron batirse en retirada , dándose así por terminada la batalla. El asesinato de Azog fue considerado una hazaña asombrosa, ya que Dáin tenía solo 32 años en aquel entonces (una edad muy temprana para la estirpe de los Enanos). Dáin más tarde se convertiría en Rey bajo la montaña bajo el nombre de 'Dáin II Pie de Hierro'. Los enanos resultaron victoriosos, pero más de la mitad de sus fuerzas estaban muertas o mortalmente heridas. Por su parte, los orcos sufrieron bajas aún más graves, con más de cuarenta y cinco mil muertos.

## Después de la batalla
Tras la batalla, Thráin quiso entrar en Khazad-dûm para restablecer el hogar ancestral del Pueblo de Durin. Sin embargo, debido a la gran cantidad de enanos masacrados en batalla, las otras casas no estaban dispuestas a seguirle. Además, Dáin había visto más allá de la puerta este, en la oscuridad de la montaña, y sabía que el Daño de Durin todavía habitaba en aquellas profundas salas. Thráin, finalmente, se abstuvo de entrar, y volvió con su pueblo a las Montañas Azules.
Los Enanos talaron todos los árboles en el Valle de Azanulbizar, que habría de quedar descubierto para siempre. Allí, hicieron numerosas piras para quemar a sus muertos. No podían enterrarlos a todos en tumbas de piedra, como era su costumbre, dado que llevaría demasiado tiempo construirlas. Desde entonces, aquellos que murieron en la Batalla de Moria fueron conocidos con orgullo como Los Enanos quemados, y fueron por siempre recordados y admirados entre todo el pueblo Enano.
Los orcos fueron dejados allí,a merced de los carroñeros, para que se pudrieran, y que eso sirviera como advertencia al resto de criaturas de la oscuridad.
Las 7 Casas se separaron y regresaron a sus hogares a lo largo de toda la Tierra Media. Thráin, con lo que quedaba de su ejército, regresó a las Tierras Brunas y vagó en Eriador, eventualmente estableciéndose en las Montañas Azules de Harlindon. Allí, los habitantes de la estirpe de Durin se reprodujeron lentamente, esperando el día en que pudieran regresar a sus antiguos hogares.

## Repercusiones futuras
Aunque los Enanos sufrieron grandes bajas, la batalla tendría efectos duraderos para los Orcos de las Montañas Nubladas. La población orca fue severamente reducida después de la batalla y nunca se recuperaron completamente. El agotamiento de la población orca contribuyó a la supervivencia de la compañía de Thorin II Escudo de Roble en su viaje a Erebor, así como a la victoria de los Elfos, los Hombres y los Enanos en la Batalla de los Cinco Ejércitos. También le permitió a Balin intentar recolonizar Moria en el año 2989 T.E.